# 瀬川拓郎
瀬川 拓郎（せがわ たくろう、1958年1月1日 - ）は、日本の考古学者、アイヌ研究者。札幌大学教授。

## 略歴
北海道札幌市生まれ。
中学卒業後は北海道札幌西高等学校に入学。1年次に考古学研究者を多数輩出した「郷土研究部」という部活動に入り、以後は部活OBのひとりである石附喜三男の研究室を土曜日の午後などに訪ね、発掘作業に帯同するなどしていた。
1980年岡山大学法文学部史学科卒業。
1984年に旭川市に採用され、1999年より旭川市博物館学芸員。
2006年、「擦文文化からアイヌ文化における交易適応の研究」で総合研究大学院大学より博士（文学）を取得。アイヌが一大交易民族であり、アイヌ文化が他地域との交流の豊かなものであったことを論じた『アイヌ学入門』で第3回古代歴史文化賞を受賞した。
旭川市博物館館長を経て、2018年から札幌大学教授。

## 著書
- 『アイヌ・エコシステムの考古学 異文化交流と自然利用からみたアイヌ社会成立史』（北海道出版企画センター） 2005
- 『アイヌの歴史 海と宝のノマド』（講談社選書メチエ） 2007
- 『アイヌの世界』（講談社選書メチエ） 2011
- 『コロポックルとはだれか 中世の千島列島とアイヌ伝説』（新典社新書） 2012
- 『アイヌの沈黙交易 奇習をめぐる北東アジアと日本』（新典社新書） 2013
- 『アイヌ学入門』（講談社現代新書） 2015[6]
- 『アイヌと縄文 もうひとつの日本の歴史』（ちくま新書） 2016
- 『縄文の思想』（講談社現代新書） 2017